# Marika (Masasi)
Marika ist ein Verwaltungsbezirk (englisch Ward) des Distrikts Masasi (TC) in der tansanischen Region Mtwara.

## Geografie
Marika liegt im Südosten von Tansania südöstlich des Stadtzentrums der Distrikthauptstadt Masasi. Der Bezirk grenzt im Norden an Chanikanguo, im Nordosten an Mpindimbi, im Osten an Mumbaka, im Süden an Mpeta, im Südwesten an Nandete und Matawale und im Nordwesten an Napupa, Mkuti und Mtandi. Bei der Volkszählung 2022 lebten 5685 Menschen in 1820 Haushalten auf einer Fläche von 85 Quadratkilometern.

## Gliederung
Der Bezirk besteht aus vier Gemeinden (Mtaa) mit 18 Orten (Kitongoji):
| Namatunu - Namatunu - Mirimitai - Maruasha - Ipiho - Sogea | Mnarani - Msakala - Makondeko - Mafuriko - Nazareti | Marika - Chang´ombe - Sauti Moja - Muungano - Kazamoyo - Umoja | Machombe - Machombe - Amani - Nakwanda - Mipakani |

## Infrastruktur
- Gesundheit: In den Gemeinden Namatunu und Machombe liegt je eine staatliche Apotheke.[8][9]
- Bildung: Im Jahr 2024 wurde mit dem Bau einer weiterführenden Schule in Marika begonnen.[10] Die Schule wird Strom durch eine Photovoltaikanlage erhalten.[11]
- Verkehr: Durch den Bezirk verläuft die asphaltierte Regionalstraße von Masasi Richtung Newala.[12]